# Alsodidae

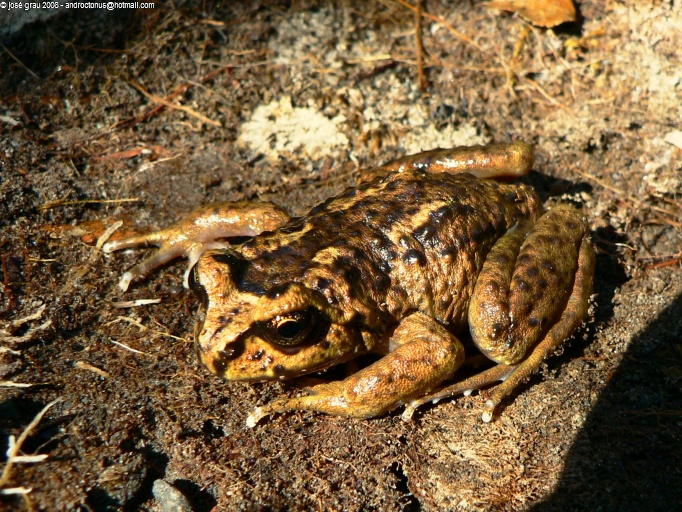
Alsodes verrucosus

Alsodidae – rodzina płazów z rzędu płazów bezogonowych (Anura), obejmująca 3 rodzaje z około 30 gatunkami.

## Zasięg występowania
Rodzina obejmuje gatunki występujące w południowej Brazylii, północnym Paragwaju, Chile i Argentynie.

## Systematyka
Ta rodzina, razem z wieloma innymi była kiedyś włączona do rodziny żab świstkowatych (Leptodactylidae). Wtedy była podrodziną w rodzinie Cycloramphidae, przed uznaniem jako samodzielnej rodziny w 2011. Warto nadmienić, że umiejscowienie rodzaju Limnomedusa jest wysoce niepewne, gdyż może on należeć do rodziny Cycloramphidae. Natomiast grupa Alsodes+Eupsophus (sensu stricto), po przeniesieniu niektórych gatunków uprzednio zaliczanych do drugiego rodzaju do innych rodzajów) tworzy spójny takson monofiletyczny. Te rodzaje są endemiczne w Patagonii i stanowią największą część różnorodności płazów na tym obszarze. Gatunki Eupsophus są ograniczone do obszarów zalesionych na południowych szerokościach geograficznych, ale niektóre gatunki Alsodes docierają do suchych stoków andyjskich w centralnym Chile i w Argentynie.
Do rodziny należą następujące rodzaje:
- Alsodes Bell, 1843
- Eupsophus Fitzinger, 1843
- Limnomedusa Fitzinger, 1843 – jedynym przedstawicielem jest Limnomedusa macroglossa (Duméril & Bibron, 1841)